# زوزو ماضي
زوزو ماضي (14 ديسمبر 1914 - 9 أبريل 1982)، ممثلة مصرية من أصل لبناني.

## عن حياتها
ولدت لأسرة لبنانية مسيحية من عائلة أبو ماضي التي ينحدر منها الشاعر اللبناني إيليا أبو ماضي، وفي ذلك قالت: « يسعدني أن أقول أن ابن عم أبي هو الشاعر الكبير إيليا أبو ماضي».
كانت بارعة في تجسيد دور الأم الأرستقراطية القاسية أحياناً بإقناع تام ولكن لم نرها مرة واحدة في دور بنت البلد أو المرأة العاملة لأن ملامح وجهها وشخصيتها كانت تكشف أرستقراطيتها في الأداء والتقمص.
ولدت الفنانة زوزو ماضي في محافظة المنيا، واسمها الحقيقي فتنة داود سليمان أبو ماضي، درست في المدارس الفرنسية التي كانت منتشرة في صعيد مصر في ذلك الوقت، ولذلك كانت تجيد ثلاث لغات أجنبية كما كانت تجيد العزف على البيانو.
تزوجت زوزو ماضي في سن صغيرة جداً من ابن عمها الذي لم تكن تحبه بعد إصرار من والدها ولهذا وجدت نفسها وهي في سن الخامسة عشرة أماً لطفلين ومع ذلك لم تستطع الاستمرار في حياتها الزوجية.
وذات يوم قرأت زوزو إعلاناً يبحث فيه المخرج محمد كريم عن وجوه جديدة فأرسلت صورتها فقد كانت تتمنى أن تصبح فنانة مشهورة.. وبالفعل أرسل محمد كريم في طلبها والتقى بها في مكتب مصطفى القشاشي صاحب مجلة الصباح التي نشرت فيها الصورة، ولكن كريم طلب موافقة أسرتها على العمل بالسينما إلا أن والدها اعترض بشدة بل وفرض عليها حراسة مشددة حتى لا تخرج من البيت ولكنها استطاعت إقناع زوجها بأن يعطيها الفرصة وبالفعل حصلت على موافقته وسافرت إلى القاهرة واستأجرت غرفة مفروشة وسط المدينة ولم تكن تملك سوى 270 قرشاً.
وفي العام 1938 قدمت أول أدوارها السينمائية أمام الفنان محمد عبد الوهاب في دور شقيقته بفيلم «يحيا الحب» مع ليلى مراد، ثم التحقت بفرقة الشاعر خليل مطران «الفرقة القومية» ثم «فرقة رمسيس» في العام 1940 وبلغ ما قدمته من مسرحيات في حياتها ما يقرب من 70 عرضا مسرحياً منها «أوديب ملكا» و«الست هدى» و«النائب العام» و«قطر الندى» و«الأستاذ كلينوف» و«ابن من فيهم» و«راسبوتين» إمام يوسف وهبي والذي قدمت معه أيضاً مسرحيات «بنات الريف» و«لوكاندة الأنس» و«كرسي الاعتراف» و«بنت الهوى» و«الطريق المسدود» و«نرجس».. كما شاركت أيضاً في العديد من المسلسلات التلفزيونية والإذاعية منها «نادية» و«شيء في صدري».
وواصلت المضي في طريق الفن واتجهت إلى ستوديو مصر وقابلت مديره حسني نجيب وكان أن عرض عليها بطولة فيلمين بعد أن تشاجر المخرج إبراهيم عمارة مع فاطمة رشدي وأعلن عدم استطاعته العمل معها فكان أن رشح له حسني نجيب الوجه الجديد زوزو ماضي للقيام ببطولة الفيلمين «الزلة الكبرى» 1945 أمام أنور وجدي وحسين رياض وروجيه خالد وفيلم «العقاب» 1948 وقبضت قيمة القسط الأول مائتي جنيه وإن كانت قامت فيما بينهما بالمشاركة في عدد من الأفلام السينمائية.
وقد كان آخر أفلامها على شاشة السينما المصرية هو «القضية رقم واحد» في عام 1982 م.
أما على المستوى الشخصي فكانت زوزو ماضي قد انفصلت عن ابن عمها وزوجها في منتصف الخمسينات، وفي العام 1955 كان أن التقت في إحدى السهرات الفنية برجل أعمال اسمه كمال عبد العزيز وتزوجته بعد عشرة أيام من معرفتها به ولهذا لم تكن تعلم أي شيء عن عمله وتجارته.. وبعد تسعة أشهر فقط أُلقي القبض عليها وزوجها ضمن عصابة لتجارة وتهريب المخدرات وقضت تسعة أشهر في الحبس الاحتياطي إلى أن برأتها المحكمة وأفرج عنها في مارس 1957 فيما قضت بالأشغال الشاقة المؤبدة على زوجها كمال عبد العزيز.. وعندما أفرج عنها قامت بتوزيع كل ملابسها على المسجونات قبل مغادرتها السجن وبعد خروجها توجهت فوراً إلى منزل ابنتها إيفون ماضي كما تعاقدت على أربعة أفلام جديدة منها «سيدة القصر» أمام عمر الشريف وفاتن حمامة ثم حصلت في العام 1958 على الطلاق من زوجها رجل الأعمال المسجون كمال عبد العزيز. وواصلت مشوارها الفني بأدوارها المتنوعة وأدائها الجميل إلى أن توفيت الفنانة زوزو ماضي سنة 1982.

## أعمالها

### الأفلام
- 1938: يحيا الحب
- 1944: غرام وانتقام
- 1944: الأبرياء
- 1945: مدينة الغجر
- 1945: قتلت ولدي
- 1945: بنات الريف
- 1945: الفنان العظيم
- 1945: الزلة الكبرى
- 1946: نجف
- 1946: مجد ودموع
- 1946: أول نظرة
- 1946: النفخة الكدّابة
- 1946: أرض النيل
- 1947: ضربة القدر
- 1947: أمل ضائع
- 1948: نرجس
- 1948: اللعب بالنار
- 1948: العقاب
- 1950: قسمة ونصيب
- 1951: حكم القوي
- 1951: أولاد الشوارع
- 1952: الأسطى حسن
- 1953: بيت الطاعة
- 1953: المقدر والمكتوب
- 1953: الحرمان
- 1953: الحب المكروه
- 1954: علشان عيونك
- 1954: أمريكاني من طنطا
- 1954: المجرم
- 1954: الأرض الطيبة
- 1955: دموع في الليل
- 1956: قلوب حائرة
- 1956: دليلة
- 1957: أنا وأمي
- 1957: الطريق المسدود
- 1958: غريبة
- 1958: سيدة القصر
- 1958: بنت 17
- 1958: الزوجة العذراء
- 1960: لقمة العيش
- 1960: سكر هانم
- 1960: العاشقة
- 1961: يوم من عمري
- 1961: عودي يا أمي
- 1961: زيزيت
- 1961: جوز مراتي
- 1961: بلا عودة
- 1962: يوم الحساب
- 1962: من غير ميعاد
- 1962: شفيقة القبطية
- 1962: سلاسل من حرير
- 1962: اغفر لي خطيئتي
- 1963: شباب طائش
- 1965: فجر يوم جديد
- 1965: الجبل
- 1966: من أحب
- 1966: حبي في القاهرة
- 1966: جناب السفير
- 1967: معسكر البنات
- 1967: الخروج من الجنة
- 1968: أيام الحب
- 1968: النيل والحياة
- 1970: هاربات من الحب
- 1970: أوهام الحب
- 1971: شباب في عاصفة
- 1971: حادثة شرف
- 1972: القاهرة والناس
- 1973: البحث عن فضيحة
- 1975: ومضى قطار العمر
- 1976: أنا لا عاقلة ولا مجنونة
- 1977: خطايا الحب
- 1978: مسافر بلا طريق
- 1978: قلوب في بحر الدموع
- 1978: البنت اللي قالت لأ
- 1981: موعد على العشاء
- 1982: القضية رقم 1

### المسلسلات
- 1964: الشنطة مع مين
- 1965: لا تطفئ الشمس
- 1966: الأبواب المغلقة
- 1967: نوسة
- 1969: مصيدة الدكتور غراب
- 1969: بعد العذاب
- 1969: المتشعبطون
- 1970: ميرامار
- 1970: سيداتي آنساتي
- 1970: الرحلة
- 1970: الجنة العذراء
- 1970: أشجان
- 1971: النصيب
- 1971: الملهمة
- 1972: ملك اليانصيب
- 1973: شهادة ميلاد
- 1977: حكاية عريس وعروسة
- 1978: كيف تخسر مليون جنيه
- 1978: بعد الضياع
- 1978: بستان الشوك
- 1979: إلا الدمعة الحزينة
- 1982: أديب

### المسرحيات
- 1966: شيء في صدري
- 1975: نرجس
- 1977: 20 فرخة وديك

### المسلسلات الإذاعية
- 1968: نادية
- 1973: لمن يسهر القمر
- 1974: أرجوك لا تفهمني بسرعة

## روابط خارجية
- زوزو ماضي على موقع IMDb (الإنجليزية)
- زوزو ماضي على موقع الدهليز
- زوزو ماضي على موقع قاعدة بيانات الأفلام العربية
- زوزو ماضي على موقع قاعدة بيانات الفيلم (الإنجليزية)